# Црна мачка (филм из 1968)
Црна мачка (јап. 藪の中の黒猫; „Црна мачка у бамбусовом гају”) је јапански историјско-драмски хорор филм из 1968. године, режисера и сценаристе Кането Шиндоа. Прича је смештена у време грађанског рата у феудалном Јапану и прати осветољубиве духове жене и њене снаје које су страдале од руке групе самураја. Главне улоге у филму тумаче Кичиемон Накамура, Нобуку Отова и Кивако Таичи.

## Радња
Јоне и њена снаја Шиге живе у кући у бамбусовом гају. Једног дана, изненада их напада група самураја – силују их и убију, а затим пале њихову кућу. Појављује се црна мачка која лиже њихова тела.
Жене се враћају као духови, у облику отмених дама, и чекају код Раџомона. Тамо проналазе самураје и одводе их у илузорну палату у бамбусовом гају, на месту где је била њихова спаљена кућа. Заводе их, а затим убијају као мачке, кидајући им гркљане зубима.
У међувремену, на северу Јапана одвија се битка са Емиши ратницима. Младић по имену Хачи случајно убија непријатељског генерала Кумасунехика. Доноси његову одсечену главу војсковођи, Минамоту но Раикоу, и каже да се у борби представио именом Гинтоки. У знак признања, бива проглашен самурајем. Када крене да тражи мајку и жену, затиче спаљену кућу и открива да су нестале.
Раико наређује Гинтокију да пронађе и уништи духове који убијају самураје. Гинтоки наилази на две жене и схвата да су то Јоне, његова мајка, и Шиге, његова жена. Оне су склопиле пакт са подземљем да би се вратиле и осветиле се самурајима. Пошто је Гинтоки постао самурај, по том пакту и он мора да буде убијен. Међутим, Шиге крши обећање и проводи седам ноћи љубави с њим. Због кршења пакта, бива осуђена на повратак у подземни свет. Жалосни Гинтоки обавештава Раика да је уништио једног од духова.
Гинтоки поново наилази на дух своје мајке код Раџомона, како покушава да заведе самураје. Када у води угледа њен одраз као духа, напада је мачем и одсеца јој руку, која добија изглед мачје шапе. Односи ту руку Раику као доказ да је убио и другог духа. Раико је задовољан и каже да ће Гинтоки бити упамћен као јунак, али му прво наређује да се подвргне седмодневном ритуалном прочишћењу.
Током прочишћења, Гинтокију долази Јоне, представљајући се као видовњакиња коју је послао цар да отера зле духове. Она га превари да јој преда мачју шапу, а затим пролази кроз плафон и нестаје у небу. Избезумљен и исцрпљен, Гинтоки лута кроз шуму до колибе у којој је први пут срео духове и тамо се руши. Зидови нестају око њега, откривајући изгореле остатке његовог породичног дома, где су Шиге и Јоне убијене. Пада снег и прекрива његово тело, док се у даљини чује мјаукање мачке.

## Улоге
| Глумац            | Улога             |
| ----------------- | ----------------- |
| Кичиемон Накамура | Гинтоки           |
| Нобуку Отова      | Јоне              |
| Кивако Таичи      | Шиге              |
| Кеи Сато          | Минамото но Раико |
| Хидео Канзе       | Микадо            |
| Таиџи Тонојама    | земљорадник       |